# Campeonato de Portugal (1921. – 1938.)
Campeonato de Portugal je bilo nogometno kup-natjecanje u Portugalu igrano od sezone 1921./22. do 1937./38., te je pobjednik tog natjecanja postao prvak Portugala. 
 U početku su u natjecanju sudjelovali prvaci lokalnih portugalskih prvenstava, te se potom proširilo i na ostale klubove. Kako je nacionalna liga u Portugalu počela u sezoni 1934./35., te je ubrzo postala gavno natjecanje u Portugalu, odlučeno je da njeni prvaci postaju službeni prvaci Portugalla, a Campeonato de Portugal je ugašeno, te je umjesto njega pokrenuta Taça de Portugal, odnosno današnji portugalski nogometni kup. 

Danas se pobjednici Campeonato de Portugal znaju pribrojavati i pobjednicima Taça de Portugal kao osvajači kupa, ali i prvacima Primeira Lige.

## Pobjednici idrugoplasirani
| sezona    | pobjednik             | drugoplasirani         |
| --------- | --------------------- | ---------------------- |
| 1921./22. | Porto                 | Sporting CP Lisabon    |
| 1922./23. | Sporting CP Lisabon   | Académica de Coimbra   |
| 1923./24. | Olhanense (Olhão)     | Porto                  |
| 1924./25. | Porto                 | Sporting CP Lisabon    |
| 1925./26. | Marítimo Funchal      | Belenenses Lisabon     |
| 1926./27. | Belenenses Lisabon    | Vitória de Setúbal     |
| 1927./28. | Carcavelinhos Lisabon | Sporting CP Lisabon    |
| 1928./29. | Belenenses Lisabon    | União Lisabon          |
| 1929./30. | Benfica Lisabon       | Barreirense (Barreiro) |
| 1930./31. | Benfica Lisabon       | Porto                  |
| 1931./32. | Porto                 | Belenenses Lisabon     |
| 1932./33. | Belenenses Lisabon    | Sporting CP Lisabon    |
| 1933./34. | Sporting CP Lisabon   | Barreirense (Barreiro) |
| 1934./35. | Benfica Lisabon       | Sporting CP Lisabon    |
| 1935./36. | Sporting CP Lisabon   | Belenenses Lisabon     |
| 1936./37. | Porto                 | Sporting CP Lisabon    |
| 1937./38. | Sporting CP Lisabon   | Benfica Lisabon        |

### Vječna ljestvica
| klub                   | prvak | doprvak |
| ---------------------- | ----- | ------- |
| Sporting CP Lisabon    | 4     | 6       |
| Porto                  | 4     | 2       |
| Belenenses Lisabon     | 3     | 3       |
| Benfica Lisabon        | 3     | 1       |
| Marítimo Funchal       | 1     | 0       |
| Carcavelinhos Lisabon  | 1     | 0       |
| Olhanense (Olhão)      | 1     | 0       |
| Barreirense (Barreiro) | 0     | 2       |
| Académica de Coimbra   | 0     | 1       |
| União Lisabon          | 0     | 1       |
| Vitória de Setúbal     | 0     | 1       |

## Poveznice
- Primeira Liga
- Taça de Portugal
- rsssf.com, Portugal - Campeonato de Portugal 1922-1938
- (engl.) webalice.it/claudionicoletti, PORTUGAL - LEAGUE FINAL TABLES  Arhivirana inačica izvorne stranice od 5. ožujka 2016. (Wayback Machine)